# Stella (Yello)
| Recensione | Giudizio |
| ---------- | -------- |
| Allmusic   |          |

Stella è il quarto album in studio della band svizzera di musica elettronica Yello, pubblicato il 29 gennaio del 1985. Arrivò al primo posto nelle classifica di vendita in Svizzera, al numero 23 in quella dell'Austria, al 26 in Svezia e al 92 in Inghilterra. L'album contiene il brano Oh Yeah, che divenne il pezzo di maggior successo del duo (compare infatti nelle colonne sonore di diversi film, tra cui "Una pazza giornata di vacanza" del 1986).

## Stile
Considerato il capolavoro del duo, Stella rappresenta un punto di svolta stilistico del gruppo. Le dure sonorità dei sintetizzatori tipiche della disco music (che avevano caratterizzato le produzioni precedenti) vengono qui quasi totalmente abbandonate, per lasciare spazio ad atmosfere più solenni, ritmi e cori tribali e strumentazioni più soffuse e melodiche, che si ispirano fortemente a quelle dei popoli antichi del Sudamerica, in particolare dei Maya e degli Aztechi. Questo cambiamento di stile si può immediatamente udire nella prima traccia, Desire, rarefatta e ipnotica, in armonia con l'atmosfera evocativa e dai gusti arcaici della copertina (che ritrae una scultura di una testa di una donna dall'aspetto divino che fluttua nel vuoto).

## Tracce
Tutte le canzoni sono state scritte da Boris Blank e Dieter Meier.
1. Desire – 3:42
2. Vicious Games – 4:20
3. Oh Yeah – 3:04
4. Desert Inn – 3:30
5. Stalakdrama – 3:05
6. Koladi-ola – 2:57
7. Domingo – 4:33
8. Sometimes (Dr. Hirsch) – 3:35
9. Let Me Cry – 3:30
10. Ciel Ouvert – 5:26
11. Angel No – 3:07

### Tracce bonus della riedizione del 2005
1. "Blue Nabou" – 3:19
2. "Oh Yeah" (Indian Summer Version) – 5:30
3. "Desire" (12" mix) – 6:54
4. "Vicious Games" (12" mix) – 6:00

## Formazione
- Dieter Meier: voce
- Boris Blank: tastiere, programmi

con:
- Rush Winters: cori
- Chico Hablas: chitarre
- Annie Hogan: pianoforte
- Petia: glasspiel
- Beat Ash: batteria, percussioni

## Produzione
- Prodotto da Boris Blank & Yello
- Registrato da Tom Thiel & Yello
- Mixato da Ian Tregoning